# Paulina Lazareno
Paulina Ferrer Del Villar (Ciudad de México, 10 de octubre de 1977-Ciudad de México, 28 de junio de 1997), conocida como Paulina Lazareno, fue una actriz mexicana. Su carrera dentro del mundo artístico fue muy corta y solo tuvo tres créditos como actriz, interviniendo en telenovelas como Infamia (1981), Caminos cruzados (1995) y  Marisol (1996).

## Biografía y carrera
Paulina Ferrer Del Villar nació el 10 de octubre de 1977 en Ciudad de México, siendo hija de la actriz Norma Lazareno y del actor Pablo Ferrer. Gracias a la profesión de sus padres, desde muy pequeña se decidió en estudiar actuación y convertirse en actriz.
En 1981, debutó como actriz infantil en la telenovela Infamia, de la que se desconoce si existen copias preservadas de sus grabaciones y capítulos. Posteriormente en su adolescencia, entre 1994 y 1995 intervino en la telenovela Caminos cruzados, producción de la que tampoco se tiene conocimiento de alguna copia en preservación. Un año después, en 1996, participó en Marisol (1996), otro melodrama que además se convirtió en su último trabajo profesional.

### Muerte
El 28 de junio de 1997, Paulina falleció en la Ciudad de México a los 19 años de edad, como consecuencia de un accidente automovilístico que ocurrió cuando salía de la casa del productor Nicandro Díaz González. Su madre Norma Lazareno donó sus córneas, a petición de su hija, quien en vida le pidió que cuando falleciera donara los órganos que sirvieran a alguien joven que lo necesitara, especialmente sus ojos; una niña de ocho años fue la que recibió el trasplante. Norma conserva sus cenizas, y uno de sus deseos cuando fallezca es también ser cremada, que mezclen sus cenizas junto con las de su hija, y que la urna sea colocada en el nicho familiar de la iglesia donde se encuentran todos sus familiares:

«Mi última petición al morir, es que mis cenizas se mezclen con las de mi hija en una sola urna y nos coloquen en un nicho parroquial».

En 2019, su madre reveló que había intentado contactar con su espíritu por medio de una médium, comentando que se sintió sorprendida con algunos de los comentarios que el analítico le compartió acerca de su fallecida hija.

## Filmografía
| Año     | Título           | Papel             |
| ------- | ---------------- | ----------------- |
| 1981    | Infamia          | Lolita Andreu     |
| 1994–95 | Caminos cruzados | Marisol           |
| 1996    | Marisol          | Alejandra Pedroza |